# Olaf John Laneri
Olaf John Laneri (Catania, 29 marzo 1971) è un pianista italiano.

## Biografia
Olaf John Laneri, di origine italo-svedese, si diploma al Conservatorio di Verona e ottiene il diploma di Master presso l'Accademia Pianistica di Imola. Dopo le vittorie in concorsi internazionali di Monza, di Tokyo e di Hamamatsu, nel 1998 vince la cinquantesima edizione del concorso pianistico internazionale Ferruccio Busoni di Bolzano (II premio "con particolare distinzione"; il I premio non viene assegnato). 
È docente del conservatorio Benedetto Marcello di Venezia.

## Attività
Ha suonato al Festival di Brescia e Bergamo, al teatro olimpico di Vicenza, al teatro Bellini di Catania, alla sagra malatestiana di Rimini, alla sagra musicale umbra, al palazzo del Quirinale a Roma, al Tiroler Festspiele in Austria, alla Radio della Svizzera Italiana a Lugano, al Festival della Ruhr, alla Herkulessaal e al Gasteig di Monaco, per la Deutsche Rundfunk, alla Salle Gaveau e per Radio France a Parigi, in Salle Molière a Lione, al Festival Chopin in Polonia, al Festival di Gijón, all'Opéra di Montecarlo.
Ha suonato con l'orchestra "I Pomeriggi Musicali" di Milano, l'Orchestra dell'Arena di Verona, la Symphony Orchestra di Tokyo, la Filarmonica di Montecarlo e con i Berliner Symphoniker nella Sala Grande della Philharmonie di Berlino. Ha collaborato con direttori quali Lawrence Foster, Tomas Hanus, Lior Shambadal e Paolo Manetti. 
Suona stabilmente in duo con la violinista Laura Marzadori e nel Trio Gustav con il violinista Francesco Comisso e il violoncellista Dario Destefano.

## Discografia
- Felix Mendelssohn, The piano Trios, Trio Gustav - 2019 Da Vinci Classics.[1]
- Johannes Brahms, 4 Ballades, Variaions on a Theme by Paganini, 8 Klavierstücke - 2015 Universal Music Italia.[2]